# Ageratina proba
Ageratina proba là một loài thực vật có hoa trong họ Cúc. Loài này được (N.E.Br.) R.M.King & H.Rob. mô tả khoa học đầu tiên năm 1977.